# Thomas Herbert (8e comte de Pembroke)
Thomas Herbert, né vers 1656 et mort le 22 janvier 1733 est un homme d’État anglais, puis britannique, sous les règnes de Guillaume III d'Orange-Nassau et d’Anne. Il est 8e comte de Pembroke.

## Biographie
Il est le troisième fils de Philip Herbert (5e comte de Pembroke) et de sa femme Catharine Villiers, fille de Sir William Villiers, 1er baronnet. Il fait ses études à la Tonbridge School, dans le Kent. Ses deux frères William Herbert (6e comte de Pembroke) et Philip Herbert (7e comte de Pembroke) sont décédés sans héritier masculin, il leur succède au comté en 1683.
Il est élu sans opposition en tant que député de Wilton aux deux élections générales de 1679 et aux élections générales de 1681 . Il n'est plus en mesure de siéger à la Chambre des communes après avoir obtenu la pairie en 1683. De 1690 à 1692, sous le nom de Lord Pembroke, il est le premier Lord de l'amirauté. Il sert ensuite comme Lord du sceau privé jusqu'en 1699, étant en 1697 le premier plénipotentiaire de Grande-Bretagne au congrès de Ryswick. À deux reprises, il est Lord-grand-amiral pendant une courte période; il est également Lord président du Conseil et lord lieutenant d'Irlande, alors qu'il est l'un des Lord justicier à sept reprises; et il est président de la Royal Society en 1689-1690 . Il est le dédicataire de l'Essai sur l'entendement humain de John Locke et de The Art of Embalming de Thomas Greenhill.

## Mariages et descendants
Il se marie trois fois :
- D'abord en 1684 à Margaret Sawyer, fille unique de Sir Robert Sawyer du Château de Highclere de son épouse Margaret Suckeley, dont il a sept fils et cinq filles :
  - Henry Herbert (9e comte de Pembroke) (v. 1689–1750), fils aîné et héritier
  - Robert Sawyer Herbert (décédé en 1769), qui hérite du château de Highclere
  - Charles Herbert
  - Thomas Herbert (c. 1695-1739)
  - William Herbert (officier) (c. 1696- 31 mars 1757), épouse Catherine Elizabeth Tewes (décédée le 28 août 1770) et a Henry Herbert (1er comte de Carnarvon), qui hérite du Château de Highclere de son oncle.
  - John Herbert
  - Nicholas Herbert (v. 1706-1775)
  - Catherine Herbert (décédée en septembre 1716), épouse de Nicholas Morice (2e baronnet)
  - Margaret Herbert (décédée le 15 décembre 1752)
  - Elizabeth Herbert
  - Anne Herbert
  - Rebecca Herbert, épouse de William Nevill (16e baron Bergavenny)

- En deuxièmes noces, il épouse Barbara Slingsby (décédée le 1er août 1721), fille de Thomas Slingsby, deuxième baronnet et veuve de John Arundell (2e baron Arundell de Trerice) (1649-1698), de Trerice, Cornouailles [3] dont il a une fille :
  - Barbara Herbert (décédée le 27 décembre 1752), mariée le 3 octobre 1730 à Edward Dudley North.

- En troisièmes noces, il épouse Mary Howe (décédée en 1749), sœur de Scrope Howe (1er vicomte Howe), sans descendance. Elle épouse ensuite John Mordaunt, député.